# J Dream公司
傑尼斯夢想公司是日本一家電影製作公司，前會長兼社長是Johnny喜多川，董事為SMAP首席經紀人飯島三智。

## 公司簡介
傑尼斯夢想公司主要負責SMAP組合影視作品的生產與管理，後期還負責Kis-My-Ft2、Sexy Zone、小傑尼斯等組合或個人的影視作品的管理。同時，它還是SMAP相關視頻內容的版權管理公司。
在電影作品里，該公司一般用標記。

## 電影作品
通常與電視台或電影發行公司共同製作。

### SMAP主演作品
- 日本沉沒（2006年，TBS電視台、每日放送、東寶聯合製作）——草彅剛
- 武士的一分（2006年，朝日電視台、松竹映畫聯合製作）——木村拓哉
- 木偶迷城（日语：ストリングス〜愛と絆の旅路〜）（2007年，朝日電視台聯合製作，愛貝克斯數碼公司聯合發行）——草彅剛、香取慎吾
- 西遊記（日语：西遊記 (2007年の映画)）（2007年，富士電視台、富士電視網、東寶聯合製作）——香取慎吾、草彅剛
- HERO（2007年，富士電視台、富士電視網、東寶聯合製作）——木村拓哉
- 山的那邊，德市之戀（日语：山のあなた〜徳市の恋〜）（2008年，富士電視台，东北新社、東寶聯合製作）——草彅剛
- 我想成為貝殼（2008年，TBS電視台、每日放送、TBS電視網、東寶聯合製作）——中居正廣、草彅剛
- 無名的戀歌（日语：BALLAD 名もなき恋のうた）（2009年，朝日電視台，機器人傳播公司（日语：ロボット (企業)）、東寶聯合製作）——草彅剛
- 最後的座頭市（日语：座頭市 THE LAST）（2010年，富士電視台、富士電視網、聯合製作）——香取慎吾
- 宇宙戰艦大和號（2010年，TBS電視台、TBS電視網、聯合製作）——木村拓哉
- 我和妻子的1778個故事（2011年，關西電視台、TBS電視台、東寶、星塵映畫（日语：スターダストピクチャーズ）聯合製作）——草彅剛
- 烏龍派出所電影版：封鎖勝哄橋（2011年，TBS電視台、集英社、每日放送等聯合製作）——香取慎吾
- 愛犬正雄向前衝！（2012年，東京電視台、小學館、松竹映畫聯合製作）——香取慎吾
- 任俠看護（日语：任侠ヘルパー）（2012年，富士電視台、富士電視網、WOWOW、東寶聯合製作）——草彅剛
- 櫻，重逢的加奈子（日语：桜、ふたたびの加奈子）（2013年，富士電視台、博報堂DY傳媒合夥公司（日语：博報堂DYメディアパートナーズ）、波麗佳音、博報堂DY影音公司（日语：博報堂DYミュージック&ピクチャーズ）聯合製作）——稻垣吾郎
- 中學生圓山（日语：中学生円山）（2013年，波麗佳音、富士電視台、關西電視台、東寶聯合製作）——草彅剛
- ATARU電影版（日语：劇場版 ATARU THE FIRST LOVE & THE LAST KILL）（2013年，TBS電視台、東寶聯合製作）——中居正廣
- HERO（2015年，富士電視台、富士電視網、東寶聯合製作）——木村拓哉

### Kis-My-Ft2主演作品
- 假面教師劇場版（2014年，日本電視台聯合製作）——藤谷太輔
- 雨樹之國（2015年，關西電視台聯合製作）——玉森裕太

### 其他旗下藝人主演作品
- 雪王子：禁戀的旋律（日语：スノープリンス 禁じられた恋のメロディ）（2009年，朝日電視台、松竹映畫聯合製作）——森本慎太郎
- 私立馬鹿蘭高校電影版（2012年，日本電視台聯合製作）——小傑尼斯
- 剧场版BAD BOYS J-最后的守护-（2013年，日本電視台聯合製作）——中島健人（Sexy Zone）
- 近距離戀愛（2014年，東寶映像事業部聯合製作）——山下智久

## 影視作品
- 木偶迷城（日语：ストリングス〜愛と絆の旅路〜）
- 西遊記（日语：西遊記 (2007年の映画)）
- HERO
- YOSHIO -NEW MEMBER-（日语：YOSHIO -NEW MEMBER-）（音樂DVD）
- 棚からぼたもち（日语：棚からぼたもち）（音樂錄影帶）
- てぃーてぃーてぃーてれって てれてぃてぃてぃ 〜だれのケツ〜（日语：てぃーてぃーてぃーてれって てれてぃてぃてぃ 〜だれのケツ〜）（音樂錄影帶）

## 關聯項目
- 傑尼斯事務所
- J Storm公司

## 外部連結
- 傑尼斯夢想公司官方網站（日語）